# Метод Фур'є — Моцкіна
У математиці метод виключення змінних Фур'є — Моцкіна використовується для дослідження існування розв'язків системи лінійних нерівностей:
{\displaystyle Ax\leqslant b,}
де {\displaystyle A\in \mathbb {R} ^{m\times n}} є матрицею, а {\displaystyle b\in \mathbb {R} ^{m}}.
Оскільки така система задає опуклий політоп, то метод має застосування у опуклій геометрії і також у математичній теорії лінійного програмування.
Вперше метод виключення змінних для нерівностей описав  Жан Батист Жозеф Фур'є у 1827 році, у 1936 році його повторно відкрив математик Теодор Моцкін.

## Опис методу
Нехай задано m лінійних нерівностей від n змінних виду:
{\displaystyle a_{i1}x_{1}+\ldots +a_{ij}x_{j}+\ldots +a_{in}x_{n}\leqslant b_{i},\quad i=1,\ldots ,m,}
де всі {\displaystyle a_{ij}} і {\displaystyle b_{i}} є дійсними числами. У матричній формі ця система нерівностей записується як:
{\displaystyle Ax\leqslant b,}
де {\displaystyle A=(a_{ij})} є матрицею відповідних коефіцієнтів, а {\displaystyle b=(b_{i})} — вектор-стовпець правих частин нерівностей. 
Геометрично така система нерівностей задає опуклий політоп. Метод Фур'є — Моцкіна дає змогу перейти від системи нерівностей із n невідомими до системи із  n - 1 невідомою. Послідовно далі можна цю систему привести до системи із n - 2 невідомими і так далі. Щоправда при цьому кількість нерівностей збільшується. Після n кроків виключення змінних одержується система нерівностей без змінних, тобто система виду {\displaystyle 0\leqslant c_{i},\ i=1,\ldots ,N.} Початкова система має розв'язки тоді і тільки тоді коли остання система нерівностей є справедливою, тобто всі  {\displaystyle c_{i}} є справді невід'ємними.
Для виключення змінної {\displaystyle x_{n}} із описаної вище системи нерівностей, нехай {\displaystyle I_{n}^{+}} позначає множину індексів i для яких {\displaystyle a_{in}>0,} {\displaystyle I_{n}^{-}} позначає множину індексів i для яких {\displaystyle a_{in}<0} і {\displaystyle I_{n}^{0}} позначає множину індексів i для яких {\displaystyle a_{in}=0.} Для кожного {\displaystyle j\in I_{n}^{+}} можна записати:
{\displaystyle x_{n}\leqslant b'_{j}-a'_{j1}x_{1}-\ldots -a'_{jn-1}x_{n-1}=f_{j}(x_{1},\ldots ,x_{n-1}),}
де {\displaystyle a'_{jk}={a_{jk} \over a_{jn}},\ k=1,\ldots ,n-1,\ b'_{j}={b_{j} \over a_{jn}},} а {\displaystyle f_{j}(x_{1},\ldots ,x_{n-1})} позначає відповідну афінну функцію. Аналогічно для {\displaystyle i\in I_{n}^{-}}:
{\displaystyle x_{n}\geqslant b'_{i}-a'_{i1}x_{1}-\ldots -a'_{in-1}x_{n-1}=g_{i}(x_{1},\ldots ,x_{n-1}),}
де {\displaystyle a'_{ik}={a_{ik} \over a_{in}},\ k=1,\ldots ,n-1,\ b'_{i}={b_{i} \over a_{in}},} а {\displaystyle g_{j}(x_{1},\ldots ,x_{n-1})} позначає відповідну афінну функцію.
Нехай також для {\displaystyle k\in I_{n}^{0}} позначено {\displaystyle h_{k}(x_{1},\ldots ,x_{n-1})=a_{k1}x_{1}+\ldots +a_{in-1}x_{n-1}-b_{k}.} Загалом із цими позначеннями можна записати систему нерівностей у виді:
{\displaystyle {\begin{cases}x_{n}\leqslant f_{j}(x_{1},\ldots ,x_{n-1}),\quad \forall j\in I_{n}^{+}\\g_{i}(x_{1},\ldots ,x_{n-1})\leqslant x_{n},\quad \forall i\in I_{n}^{-}\\h_{k}(x_{1},\ldots ,x_{n-1})\leqslant 0,\quad \forall k\in I_{n}^{0}\end{cases}}.}
Метод виключення змінних полягає у заміні цієї системи системою {\displaystyle |I_{n}^{+}|\cdot |I_{n}^{-}|+|I_{n}^{0}|} нерівностей виду:
{\displaystyle {\begin{cases}g_{i}(x_{1},\ldots ,x_{n-1})\leqslant f_{j}(x_{1},\ldots ,x_{n-1}),\quad \forall \ i\in I_{n}^{-},\ j\in I_{n}^{+}\\h_{k}(x_{1},\ldots ,x_{n-1})\leqslant 0,\quad \forall k\in I_{n}^{0}\end{cases}}.}
Якщо {\displaystyle x_{1},\ldots ,x_{n}} є розв'язком початкової системи, то очевидно {\displaystyle x_{1},\ldots ,x_{n-1}} є розв'язком нової системи. Навпаки, якщо нова система має розв'язок {\displaystyle x_{1},\ldots ,x_{n-1}}, то {\displaystyle \max _{i\in I_{n}^{-}}g_{i}(x_{1},\ldots ,x_{n-1})\leqslant \min _{j\in I_{n}^{+}}f_{j}(x_{1},\ldots ,x_{n-1})} і для кожного {\displaystyle x_{n},} що задовольняє нерівності:
{\displaystyle \max _{i\in I_{n}^{-}}g_{i}(x_{1},\ldots ,x_{n-1})\leqslant x_{n}\leqslant \min _{j\in I_{n}^{+}}f_{j}(x_{1},\ldots ,x_{n-1})}
{\displaystyle x_{1},\ldots ,x_{n}} є розв'язком початкової системи. Зокрема система лінійних нерівностей має хоча б один розв'язок тоді і лише тоді коли хоча б один розв'язок має система одержана виключенням змінної методом Фур'є — Моцкіна.

### Матричний запис нової системи рівнянь
Для початкової системи нерівностей {\displaystyle Ax\leqslant b} із матрицею розмірності {\displaystyle m\times n} застосуванням методу Фур'є — Моцкіна одержується система нерівностей яку перенесенням змінних у ліву сторону і вільних членів у праву сторону можна записати у матричній формі:
{\displaystyle A'x'\leqslant b',\quad }де матриця {\displaystyle A'=(a'_{ij})} має розмірність {\displaystyle (|I_{n}^{+}|\cdot |I_{n}^{-}|+|I_{n}^{0}|)\times (n-1)}, а {\displaystyle b'} є вектор-стовпцем із {\displaystyle |I_{n}^{+}|\cdot |I_{n}^{-}|+|I_{n}^{0}|} елементами.

Елементи нових матриці і вектора можна записати із формул вище. Для цього нехай {\displaystyle |I_{n}^{+}|=m_{1},\ |I_{n}^{-}|=m_{2},\ |I_{n}^{0}|=m_{3},}  де {\displaystyle m_{1}+m_{2}+m_{3}=m.} Якщо {\displaystyle m_{1}=m} або {\displaystyle m_{2}=m} то нова система нерівностей буде порожньою і будь-який набір чисел {\displaystyle x_{1},\ldots ,x_{n-1}} буде її розв'язкам. Тоді для початкової системи {\displaystyle x_{1},\ldots ,x_{n}} буде розв'язком, якщо {\displaystyle \max g_{i}(x_{1},\ldots ,x_{n-1})\leqslant x_{n}} чи в залежності від умов, {\displaystyle x_{n}\leqslant \min f_{j}(x_{1},\ldots ,x_{n-1}).} Тому можна припустити {\displaystyle m_{1}\geqslant 1,\ m_{2}\geqslant 1,\ m_{3}\geqslant 0.}
Нехай {\displaystyle i_{1}<i_{2}<\ldots <i_{m_{1}}} є індексами із множини {\displaystyle I_{n}^{+}}, {\displaystyle j_{1}<j_{2}<\ldots <j_{m_{2}}} є індексами із множини {\displaystyle I_{n}^{-}}, а {\displaystyle k_{1}<k_{2}<\ldots <k_{m_{3}}}є індексами із множини {\displaystyle I_{n}^{0}.} Кожен рядок нової матриці {\displaystyle A'} відповідає або парі індексів {\displaystyle i_{t}\in I_{n}^{-},\ j_{s}\in I_{n}^{+}} або індексу {\displaystyle k_{r}\in I_{n}^{0}.} Для визначеності нехай парі індексів {\displaystyle (i_{t},\ j_{s})} відповідає {\displaystyle (t-1)\cdot m_{2}+s} -ий рядок матриці, а індексу {\displaystyle k_{r}}  — рядок номер {\displaystyle m_{1}\cdot m_{2}+r.}
Для індексів із множини {\displaystyle I_{n}^{0}} коефіцієнти нових матриці і вектора є рівними відповідним коефіцієнтам початкових: 
{\displaystyle a'_{m_{1}m_{2}+r,l}=a_{k_{r},l},\ b'_{m_{1}m_{2}+r}=b_{k_{r}},\quad k_{r}\in I_{n}^{0},\ l\in \{1,\ldots ,n-1\}.}
Для пари індексів {\displaystyle (i_{t},\ j_{s})} відповідні елементи одержуються із нерівності {\displaystyle g_{i_{t}}(x_{1},\ldots ,x_{n-1})\leqslant f_{j_{s}}(x_{1},\ldots ,x_{n-1}):}
{\displaystyle a'_{(t-1)\cdot m_{2}+s,l}={a_{j_{s},l} \over a_{j_{s},n}}-{a_{i_{t},l} \over a_{i_{t},n}},\ b'_{(t-1)\cdot m_{2}+s}={b_{j_{s}} \over a_{j_{s},n}}-{b_{i_{t}} \over a_{i_{t},n}},\quad i_{t}\in I_{n}^{-},\ j_{s}\in I_{n}^{+},\ l\in \{1,\ldots ,n-1\}.}

Систему нерівностей одержану застосуванням методу Фур'є — Моцкіна до останньої змінної можна також записати як
{\displaystyle T_{n}Ax\leqslant T_{n}b,}
де {\displaystyle T_{n}} є матрицею розмірності {\displaystyle (m_{1}\cdot m_{2}+m_{3})\times m} для якої у {\displaystyle (t-1)\cdot m_{2}+s} -ому рядку (що, як і вище відповідає впорядкованій парі індексів {\displaystyle (i_{t},\ j_{s})}, де {\displaystyle i_{t}\in I_{n}^{-},\ j_{s}\in I_{n}^{+}}) ненульовими є тільки елементи у {\displaystyle i_{t}}-ому і {\displaystyle j_{s}}-ому стовпцях, які є рівними {\displaystyle {1 \over a_{i_{t},n}}} і {\displaystyle -{1 \over a_{j_{s},n}}} відповідно. Останній стовпець матриці {\displaystyle T_{n}A} є нульовим.
На наступному кроці методом Фур'є — Моцкіна можна виключити змінну {\displaystyle x_{n-1}.} Результат зновуж можна записати як {\displaystyle T_{n-1}T_{n}Ax\leqslant T_{n-1}T_{n}b,} для деякої матриці {\displaystyle T_{n-1}.} Після n кроків і виключення усіх змінних остаточно одержується система {\displaystyle TAx\leqslant Tb,} де {\displaystyle T=T_{1}T_{2}\ldots T_{n},} для матриць {\displaystyle T_{i}} які на кожному етапі визначаються, як і вище. 
Добуток {\displaystyle TA} є нульовою матрицею і після n кроків система нерівностей має вид {\displaystyle 0\leqslant Tb.} Зокрема початкова система нерівностей має розв'язок тоді і тільки тоді коли всі елементи вектора {\displaystyle Tb} є невід'ємними.

## Приклад
Нехай задано систему нерівностей із трьома змінними:
{\displaystyle {\begin{cases}2x-5y+4z\leqslant 10\\3x-6y+3z\leqslant 9\\-x+5y-2z\leqslant -7\\-3x+2y+6z\leqslant 12\\\end{cases}}}
Для виключення змінної x, всі нерівності можна записати через цю змінну:
{\displaystyle {\begin{cases}x\leqslant {\frac {10+5y-4z}{2}}\\x\leqslant {\frac {9+6y-3z}{3}}\\x\geqslant 7+5y-2z\\x\geqslant {\frac {-12+2y+6z}{3}}\\\end{cases}}}
Відповідно права сторона кожної нерівності зі знаком "≤" має бути не меншою, ніж права сторона нерівності зі знаком "≥". Загалом одержуються 4 нерівності від 2 змінних:
{\displaystyle {\begin{cases}7+5y-2z\leqslant {\frac {10+5y-4z}{2}}\\7+5y-2z\leqslant {\frac {9+6y-3z}{3}}\\{\frac {-12+2y+6z}{3}}\geqslant {\frac {10+5y-4z}{2}}\\{\frac {-12+2y+6z}{3}}\geqslant {\frac {9+6y-3z}{3}}\\\end{cases}}}

## Застосування

### Складність алгоритму
Після застосування одного кроку методу Фур'є — Моцкіна до системи із {\displaystyle m} нерівностей може бути одержано щонайбільше {\displaystyle m^{2}/4} нерівностей, відповідно після {\displaystyle n} кроків одержується щонайбільше {\displaystyle 4(m/4)^{2^{n}}} нерівностей, тобто кількість зростає як подвійне експоненціювання. Причиною цього є величезна кількість залежних нерівностей, які випливають з інших. Тому простий метод Фур'є — Моцкіна на практиці не використовується. Кількість незалежних нерівностей зростає експоненційно. Залежні нерівності можна виявляти за допомогою лінійного програмування.
Також метод має численні теоретичні застосування.

### Лема Фаркаша і пов'язані твердження
Метод Фур'є — Моцкіна можна використати для доведення багатьох альтернативних тверджень, які стверджують, що з деяких двох систем лінійних рівнянь та нерівностей розв'язок має одна і тільки одна.
Одне із таких тверджень, яке є варіантом леми Фаркаша відразу випливає із матричного запису результатів застосування метод Фур'є — Моцкіна. Вище була отримана матиця {\displaystyle T} така, що після {\displaystyle n} послідовних кроків метод Фур'є — Моцкіна одержується система нерівностей  {\displaystyle TAx\leqslant Tb} і добуток {\displaystyle TA} є нульовою матрицею. Також із властивостей методу ця система має хоч один розв'язок тоді і тільки тоді коли хоч один розв'язок має початкова система {\displaystyle Ax\leqslant b,}  а матриця {\displaystyle T} є невід'ємною (оскільки вона є добутком невід'ємних матриць {\displaystyle T_{i}}) . Тому, якщо система {\displaystyle Ax\leqslant b} не має розв'язку то нерівності{\displaystyle 0\leqslant Tb} не всі виконуються тобто існує рядок матриці {\displaystyle T} добуток якого на вектор {\displaystyle b} є від'ємним. Іншими словами існує вектор стовпець {\displaystyle c} розмірності {\displaystyle m} із невід'ємними компонентами, що  {\displaystyle c^{T}A=0} і {\displaystyle c^{T}b<0}. Натомість якщо система {\displaystyle Ax\leqslant b} має розв'язки, то із {\displaystyle c^{T}A=0} випливає {\displaystyle c^{T}b\geqslant 0.} Відповідно із двох систем нижче має розв'язок одна і тільки одна:
1. {\displaystyle Ax\leq b,\quad x\in \mathbb {R} ^{n},}
2. {\displaystyle c^{T}A=0,\quad c^{T}b<0,\quad c\in \mathbb {R} ^{m},\quad c\geqslant 0.}

Звідси, як вказано у статті лема Фаркаша можна одержати і стандартну лему Фаркаша, яка стверджує, що із двох систем нижче має розв'язок одна і тільки одна:
1. {\displaystyle Ax=b,\quad x\geqslant 0,\quad x\in \mathbb {R} ^{n}}
2. {\displaystyle c^{T}A\leqslant 0,\quad c^{T}b>0\quad c\in \mathbb {R} ^{m}.}